# 2015年日本の補欠選挙
2015年日本の補欠選挙（2015ねんにほんのほけつせんきょ）では日本における立法機関である衆議院および参議院における議員の欠員を補充するために2015年に行われることが想定されていた補欠選挙について取り上げる。

## 概要
国会議員に欠員が生じたときの補充方法については公職選挙法に規定があり、同法第112条に基づく繰り上げ補充を行うか同法第113条に基づく補欠選挙を行う必要がある。補欠選挙を行う場合については、同法第33条の2第2項に規定があり、補欠選挙を行う事由の生じた時期により原則として4月と10月の年2回に集約して行われる。
2015年に補欠選挙の行われるタイミングは以下の通りとなる。
- 2014年9月16日から2015年3月15日までの間に補欠選挙を行う事由が生じた場合：2015年4月26日（4月第4日曜日）に投票
- 2015年3月16日から2015年9月15日までの間に補欠選挙を行う事由が生じた場合：2015年10月25日（10月第4日曜日）に投票

4月の補欠選挙は、対象期間に実施事由が生じなかったため、実施されなかった。
10月の補欠選挙については、6月1日に町村信孝が死去したことに伴い北海道第5区で実施事由が生じたものの、2014年12月に実施された第47回衆議院議員総選挙の一票の格差をめぐって選挙無効を求める訴訟が起こされており、9月15日までに訴訟が終結しなかった（上告審における最高裁判所大法廷での弁論が10月28日に行われた）ため、公職選挙法第33条の2第7項の規定により実施されなかった。
2000年に公職選挙法が改正され、補欠選挙が年2回に集約して行われるようになって以来、年間を通じて国会議員の補欠選挙が行われなかったのはこの年が初めてである。またこの年は衆議院議員総選挙や参議院議員通常選挙もなかったため、国政選挙がまったく実施されなかった。